# 唐汉霄
唐汉霄（1989年2月27日—），中国大陆男歌手、词曲作家、音乐制作人。

## 经历
2007年，获得第四届校园音乐先锋邀请赛总冠军。2008年，获得东方风云榜“东方新人”铜奖。同年，参加东方卫视选秀节目《我型我秀》，获得“最佳毕业生”奖项。2009年，出演偶像剧《加油！网球王子》。
2015年，为电影《摆渡人》创作主题曲《让我留在你身边》。
2019年，参加优酷视频原创音乐竞技节目《这！就是原创》。在节目中与周深合唱的歌曲《末日飞船》获得亚洲新歌榜2019年度盛典“年度综艺歌曲”奖。
2020年3月，推出首张个人专辑《阿波罗》。5月，以“飞行音乐合伙人”身份参加浙江卫视《天赐的声音》第一季。
2021年9月，为电影《五个扑水的少年》创作片尾曲和插曲《普通》并演唱。
2021年12月，參加浙江衛視音樂社交節目《閃光的樂隊》。